# 200-та артилерійська бригада (РФ)
200-та артилерійська бригада (200 АБр, в/ч 48271) — підрозділ Ракетних військ та артилерії

## Історія
В період з 1 червня по 1 грудня 1974 року під керівництвом Начальника ракетних військ та артилерії ордена Леніна Забайкальського військового округу на базі 120 РБр ТР сформований кадр 200 артилерійської бригади великої потужності (200 абр ВП, військова частина 48271) з пунктом дислокації в селищі Чита-46 Ульотинського району Читінської області.
1 лирня 1994 року бригада переформується в 200 артилерійську бригаду, основним озброєнням якої стали 152-мм причіпні гармати 2А65 «Мста-Б».
23 жовтня 1996 року бригада була нагороджена перехідним червоним прапором Воєнної ради.
В травні 1998 року включена до складу 36-ї загальновійськової армії Забайкальського військового округу.
З 1 грудня 1998 року бригада в складі Сибірського військового округу, утвореного в результаті об'єднання округів.
200 бригада неодноразово використовувалася Кремлем для пріоритетних в Сирії, щоб допомогти президенту Башару Асаду зберегти контроль над владою. В кінці травня 2018 року бригада понесла втрати. Шість військовослужбовців загинули в нічному бою в провінції Дайр-ез-Заур, відбиваючи напад кількох мобільних груп повстанців на артилерійську батарею.

## Командири
- полковник Обухов Сергій Олександрович;